# Landaul
Landaul (en bretó Landaol) és un municipi francès, situat a la regió de Bretanya, al departament d'Ar Mor-Bihan. L'any 2006 tenia 1.733 habitants.

## Demografia
| Evolució de la població INSEE |      |      |      |      |      |      |      |      |
| 1793                          | 1800 | 1806 | 1821 | 1831 | 1836 | 1841 | 1846 | 1851 |
| -                             | -    | -    | -    | -    | 865  | -    | -    | -    |

| 1856 | 1861 | 1866 | 1872 | 1876 | 1881 | 1886 | 1891 | 1896 |
| ---- | ---- | ---- | ---- | ---- | ---- | ---- | ---- | ---- |
| -    | -    | -    | 861  | -    | -    | -    | -    | 971  |

| 1901 | 1906 | 1911 | 1921 | 1926 | 1931 | 1936 | 1946 | 1954 |
| ---- | ---- | ---- | ---- | ---- | ---- | ---- | ---- | ---- |
| -    | -    | 1119 | -    | -    | 1168 | -    | 1174 | 1016 |

| 1962 | 1968 | 1975 | 1982 | 1990 | 1999 | 2006 | 2011 | 2016 |
| ---- | ---- | ---- | ---- | ---- | ---- | ---- | ---- | ---- |
| 979  | 1009 | 1051 | 1147 | 1327 | 1343 | -    | -    | -    |

| 2019 | - | - | - | - | - | - | - | - |
| ---- | - | - | - | - | - | - | - | - |
| -    | - | - | - | - | - | - | - | - |

## Administració
| Període   | Identitat       | Partit |
| --------- | --------------- | ------ |
| 1946-1989 | Arthur Le Dreau |        |
| 1989-1995 | Francois Quere  |        |
| 1995-     | Yvon Sénéchal   |        |

## Història
A principis de 1944, la resistència organitzà el sabotatge de les vies del tren a través de la ciutat vers An Oriant. Com a conseqüència, l'abril 1944 els nazis començaren una política de cacera i extermini de resistents, amb tortures, execucions i deportacions. El 30 d'abril de 1944, sis joves resistents foren capturats a Kergouarec i afusellats a la plaça del poble. L'alcalde, Mathurin Le Rouzic i quaranta ciutadans de Landaul foren obligats a presenciar l'execució.
L'endemà, un comerciant de la ciutat, Joseph Gauter, va ser detingut, torturat per la Gestapo a Locminé i pel decret NN (Nacht und Nebel) condemnat a mort a la presó de Gwened i enviat al Camp de concentració de Struthof-Natzweiler. L'evacuació del deportats a Struthof cap al camp de concentració de Dachau per l'avenç dels aliats li va permetre escapar de la mort.
L'Alliberament va tenir lloc el 10 d'agost de 1944, i es va produir l'execució sense judici de 10 soldats alemanys en un camp proper al poble i les represàlies contra els homes i les dones acusades d'haver col·laborat amb els alemanys. Un refugiat lorientès fou posat contra la paret de la fleca Mallet, amenaçat de ser afusellat i fou deixat unes hores en aquesta situació.